# 西明寺 (岐阜県笠松町)
西明寺（さいみょうじ）は岐阜県羽島郡笠松町円城寺にある阿弥陀如来を本尊とする臨済宗妙心寺派（龍泉派光国院下）の寺院で、山号は臨在山。美濃四国29番札所。
もと隣接する神明神社の神宮寺であったと伝わる。創建年、開基、開山不詳。寺地が木曽川にほど近く洪水により大きな被害を受けていたものを、總見寺5世、光国寺4世であった桐峯和尚が再興して西明寺とした。幕末にも水難に遭い存立を脅かされるが光国寺並びに江月寺の住持が瑞龍寺の禅外老師を招いて中興した。本尊の阿弥陀如来はもと宇治平等院にあったと伝わる。また、明治時代に起きた廃仏毀釈運動で度会郡星坂一行寺に祀られていた室町時代作の日切地蔵が移されている。境内には大師堂があり、美濃四国の霊場札所となっているほか、観音堂ならびに弁天堂がある。